# Chiesa di Sant'Ambrogio della Massima

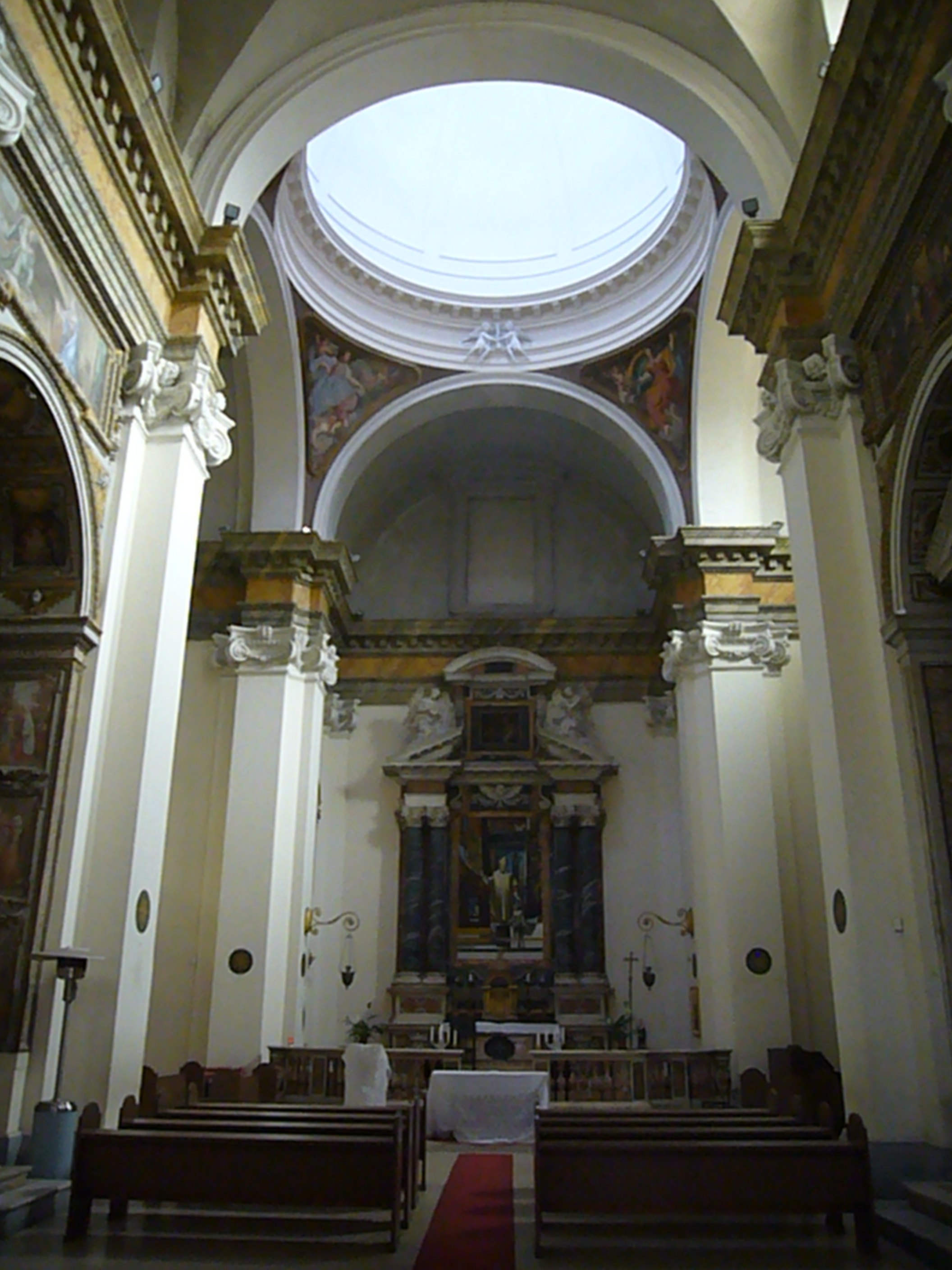
L'interno

Sant'Ambrogio della Massima è un luogo di culto cattolico di Roma, sito nel rione Sant'Angelo, nella via omonima presso il Portico d'Ottavia. La chiesa è inserita nell'edificio dell'omonimo monastero.

## Storia
Nei catalogi più antichi monastero e chiesa compaiono sotto l'intitolazione di Sancta Maria de Maxima, ma già nei libri degli Anniversari di alcune chiese e in altri cataloghi dal XV secolo in poi si legge Sancto Ambrosio della Massima o semplicemente Sancto Ambrogio. Tuttavia nella biografia di papa Leone III (795‑816) è riportata la notizia che il papa "fecit in monasterium S. Mariae quae appellatur Ambrosii canistrum [un contenitore per il pane benedetto] ex argento", che verosimilmente si riferisce ad essa. Secondo la tradizione, la chiesa fu eretta sul luogo della casa paterna di sant'Ambrogio, che vi avrebbe abitato fino al suo ritorno a Roma a seguito della morte del padre e del suo successivo trasferimento a Milano come console. Nei sotterranei dell'edificio sono in effetti visibili ancora oggi ambienti romani probabilmente intenzionalmente conservati. Accanto alla chiesa venne costruito il monasterium Sanctae Mariae de Maxima, fondato nel 353, sempre secondo la tradizione, dalla sorella maggiore di Ambrogio e dell'altro fratello Satiro, Marcellina. Il nome potrebbe derivare proprio da lei che, soprattutto in seguito alla morte del padre e poi della madre, ebbe nei loro confronti un ruolo di educatrice: Maxima è in effetti in latino il cognomen utilizzato per la sorella maggiore alternativo a quello di Prima (per le donne non si utilizzavano i classici praenomina). Secondo altri deriverebbe da una non meglio specificata nobildonna di nome Massima (Maxima). L'ipotesi che l'appellativo derivi invece da una supposta vicinanza del monastero e chiesa allo sbocco della Cloaca Massima nel Tevere è destituita di fondamento in quanto essa scorre a livello sotterraneo dalla valle del Foro Romano alla piana del Velabro e dell'adiacente Foro Boario, per sboccare ancora oggi nei pressi dell'antico Ponte Emilio (oggi noto come Ponte rotto), tutte località troppo lontane dall'area della chiesa.
La chiesa fu ricostruita più volte, ma le fonti non chiariscono le date. Nel Quattrocento o intorno al 1500 sarebbe stata unita all'adiacente chiesa di Santo Stefano e dedicata nuovamente a sant'Ambrogio. Tra il 1606 e il 1634, su commissione dei fratelli Beatrice e Ludovico de Torres, monaca benedettina l'una e cardinale l'altro, venne riedificata da Orazio Torriani e Carlo Maderno incorporando i resti dell'edificio precedente.
Dopo il 1870 chiesa e monastero furono espropriati dallo Stato italiano, ma in seguito la chiesa ed una parte del convento furono restituiti ai Benedettini. Sono attribuiti ad Antoniazzo Romano i resti di un affresco della Deposizione con le Suore Benedettine offerenti collocato nel refettorio dei monaci. Nei sotterranei della chiesa si possono visitare i resti della presunta casa di sant'Ambrogio.
Dal 30 settembre 2023 è sede della diaconia omonima.